# Helga Hörz
Helga Hörz, född 27 juli 1935 Danzig, är en tysk marxistisk filosof och kvinnorättskämpe. Mellan 1987 och 1990 var hon professor i etik vid Humboldt-Universität